# اچ‌ام‌اچ‌اس لنفرانک
اچ‌ام‌اچ‌اس لنفرانک (به انگلیسی: HMHS Lanfranc) یک زیردریایی است که طول آن ۴۱۸٫۵ فوت (۱۲۷٫۶ متر) می‌باشد. این زیردریایی در سال ۱۹۰۶ ساخته شد.